# Leens
Leens (anhörenⓘ) (Gronings Lains) ist ein Dorf in der Gemeinde Het Hogeland (Provinz Groningen) im Nordosten der Niederlande. Das Dorf hat 2030 Einwohner (Stand: 1. Januar 2024).
Bis zum 1. Januar 2019 war Leens der Hauptort der Gemeinde De Marne, als diese mit Bedum, Eemsmond und Winsum zur Gemeinde Het Hogeland zusammen wurde.

## Mittelalter
Leens liegt geologisch auf Hochschorren, die sich bis zum 9. Jahrhundert bildeten und den breiten Landstrich des heutigen Hogelands formten. Auf den höchstgelegenen Schorren wurden in einer Reihe mehrere Wierden gebaut, die die Häuser und die Äcker vor dem Hochwasser abschirmten. Leens liegt inmitten einer solchen Wierdenreihe, welche bei Wehe-den Hoorn beginnt und jenseits von Vierhuizen endet, wobei aber einige der alten Warften im Lauwersmeer versunken sind. Zwei bekannte Wierden sind die Tuinsterwierde im Osten und im Westen der Siedlungsbereich De Houw. Im nahen Hinterland liegt die Wierde von De Ewer.
Die katholische Pfarrei von Leens  wurde wahrscheinlich um 800 durch den heiligen Liudger, dem sogenannten 'Apostel der Groninger', oder einem seiner Nachfolger gegründet. Die Kirche diente als Zentrum des Dekanats und später des gesamten Dekanats De Marne. Hierzu könnte anfänglich auch das Humsterland (die Gegend um Oldehove) gehört haben, welche jedoch später durch das durch Sturmfluten eindringende und sich vergrößernde Lauwerzee-System abgetrennt wurden. De Dörfer, welche heute De Marne bilden, bildeten den friesischen Gau Hunsingo. Der Name Leens kommt in den alten Klosterbüchern nicht vor. Die älteste Erwähnung erschien im Jahr 1224 und lautet auf die Bezeichnung Lindenge oder später Lydenze (1381), was jeweils 'Bewohner eines Wasserlaufes' (lida) bedeutet. Welcher Wasserlauf damit gemeint war, ist nicht bekannt.
Die Kirche, geweiht dem Apostel Petrus, wurde auf der Grenze zwischen den beiden Wierdendörfern Tuinsterwierde und De Houw auf einer ebenen rechteckigen Wierde gebaut. Diese Dörfer wurden gegen Ende des 10. Jahrhunderts erwähnt. Das Erfassungsgebiet der Pfarre erstreckte sich von der Wattenküste bis  zu den Ufern der späteren Reitdiep. Die Orte Kloosterburen, Hornhuizen, Vliedorp und Zuurdijk waren wahrscheinlich Tochterpfarreien. In Grijssloot befand sich vermutlich eine Kapelle eines bäuerlichen Vorwerks. Das Dekanat von Leens war sehr umfangreich. Als das spanisch besetzte Groningen 1594 wieder niederländisch wurde, wurden auch viele Leenser Pfarreien der nun befreiten Stadt zugeschlagen.
Die ältesten Teile der heutigen Petruskirche datieren vom Beginn des 12. Jahrhunderts.
Das systematische Eindeichen und Trockenlegen der Schorren und Salzwiesen begann ungefähr im 11. Jahrhundert.

## Neuzeit
Nach der Verkleinerung der Pfarrei von 1594 blieb Leens einer der Orte mit einer kleinen katholischen Minderheit. Die Petruskerk wurde von der Nederduits Gereformeerde Kerk (später Nederlandse Hervormde Kerk) übernommen. Die Katholiken mussten in eine Schlupfkirche (Schuilkerk)  ausweichen, die in Bauernhöfen eingerichtet wurden. Im 19. Jahrhundert gelangten die Katholiken dann zur Pfarrgemeinde  in Wehe-den Hoorn.
Im 17. und 18. Jahrhundert wurde das Leben im Dorf dominiert durch die adeligen Großgrundbesitzerfamilien Tjarda van Starkenborgh welche lange Zeit das Landgut Verhildersum besaßen und einer Nebenlinie der Innhausen und Knyphausen welche in der Asingaborg (bei Ulrum) residierten. Die Bauernschaft musste den Anweisungen ihrer Herren zu folgen. Die Bewegung der Patriotten, die später diese Macht des Landadels brach, hatte in Leens eine große Anhängerschaft.
Die Abscheidung der Niederländisch-reformierten Kirche im Jahre 1834, betrieben von Pastor Hendrik de Cock aus Ulrum, erhielt in Leens viele Unterstützer.  Ein erheblicher Teil der Mitglieder folgte seinen Fußstapfen und wechselten im Sommer 1835 zur Christelijke Gereformeerde Kerk.
Im 20. Jahrhundert wurde Leens an das Eisenbahnnetz angeschlossen, jedoch war dies nur von kurzer Dauer. Die Spoorlijn Winsum - Zoutkamp, kurz Marnelijn (Marnelinie) genannt, wurde am 1. April 1922 eröffnet und am 24. November 1940 wieder eingestellt, weil die deutschen Besatzer die Anlagen für den Krieg an der Ostfront benötigten. Heute liegt auf der Trasse der Provinciale weg 361 (N361). Das Bahnhofsgebäude existiert noch und beherbergt neben Wohnungen eine kleine Polizeidienststelle.

## Umbildung der Gemeindezuordnung
Vor 1990 war Leens eine selbstständige Gemeinde die neben dem Hauptort Leens aus den angrenzenden Dörfern und Wohnplätzen Douwen, Ewer, Grijssloot, Groot Maarslag, Kattenburg, Klein Maarslag, Mensingeweer, Roodehaan, Schouwen, 't Stort, Warfhuizen, Wehe-den Hoorn und Zuurdijk bestand.
Das damalige Gemeindehaus stand in  Wehe-den Hoorn. 1990 wurden die Orte zusammen mit Ulrum, Eenrum und Kloosterburen zur Gemeinde Ulrum zusammengelegt und in Leens die Verwaltung installiert. Zwei Jahre später gab man diesem Zusammenschluss, in Anlehnung an die Bezeichnung des Landesteils Marne des alten friesischen Gaus Hunsingo, den Namen „De Marne“.

## Aktuelles
Im Mai 2009 beschloss die Gemeindeversammlung von De Marne eine groß angelegte Erneuerung der Ortsmitte. Ein Einkaufszentrum und ein Block mit Pflegewohnungen wurde im April 2013 fertiggestellt. Diese Umgestaltung  soll Leens als Wohnort attraktiver machen und seine Rolle als zentraler Ort der Gemeinde De Marne stärken.  Das neue Altenheim wurde einen Monat später eingeweiht und ersetzt eine bisherige Einrichtung in Ulrum.

## Freizeit
- Durch Leens verläuft der Europäische Fernwanderweg E9, an dieser Stelle auch 'North Sea Trail des Watten- und Warftenpfades’ (niederländisch „Wad- en Wierdenpad“) genannt.
- In Leens befindet sich der DoeZoo Insektenwereld, ein Tierpark mit dem Schwerpunkt auf Insekten.
- Im Süden befindet sich das Naturgebiet Leenstertillen (mit Campingplatz).
- Leens hat auch ein Frei- und Spaßbad.

## Kultur
- In den Sommermonaten geben bekannte Organisten auf der Hinszorgel der Petruskirche öffentliche Konzerte.
- Das Landgut Verhildersum mit den im großen Garten verteilten Bronzeskulpturen des Künstlers Eddy Roos.
- Dem Landgut Verhildersum benachbart befindet sich der Museumsbauernhof Welgelegen.

## Persönlichkeiten des Ortes
In Leens sind u. a. geboren und/oder haben gewohnt:
- Willem ten Berge (1903–1969), Missionar und Dichter
- Flip Buurmeijer (1940), Politiker der PvdA
- C.O. Jellema (1936–2003), Dichter
- Anna Sipkema (1877–1933), Graphikerin
- Ede Staal (1941–1986), Mundartsänger und -dichter
- Hendrik Werkman (1882–1945), Künstler

## Galerie

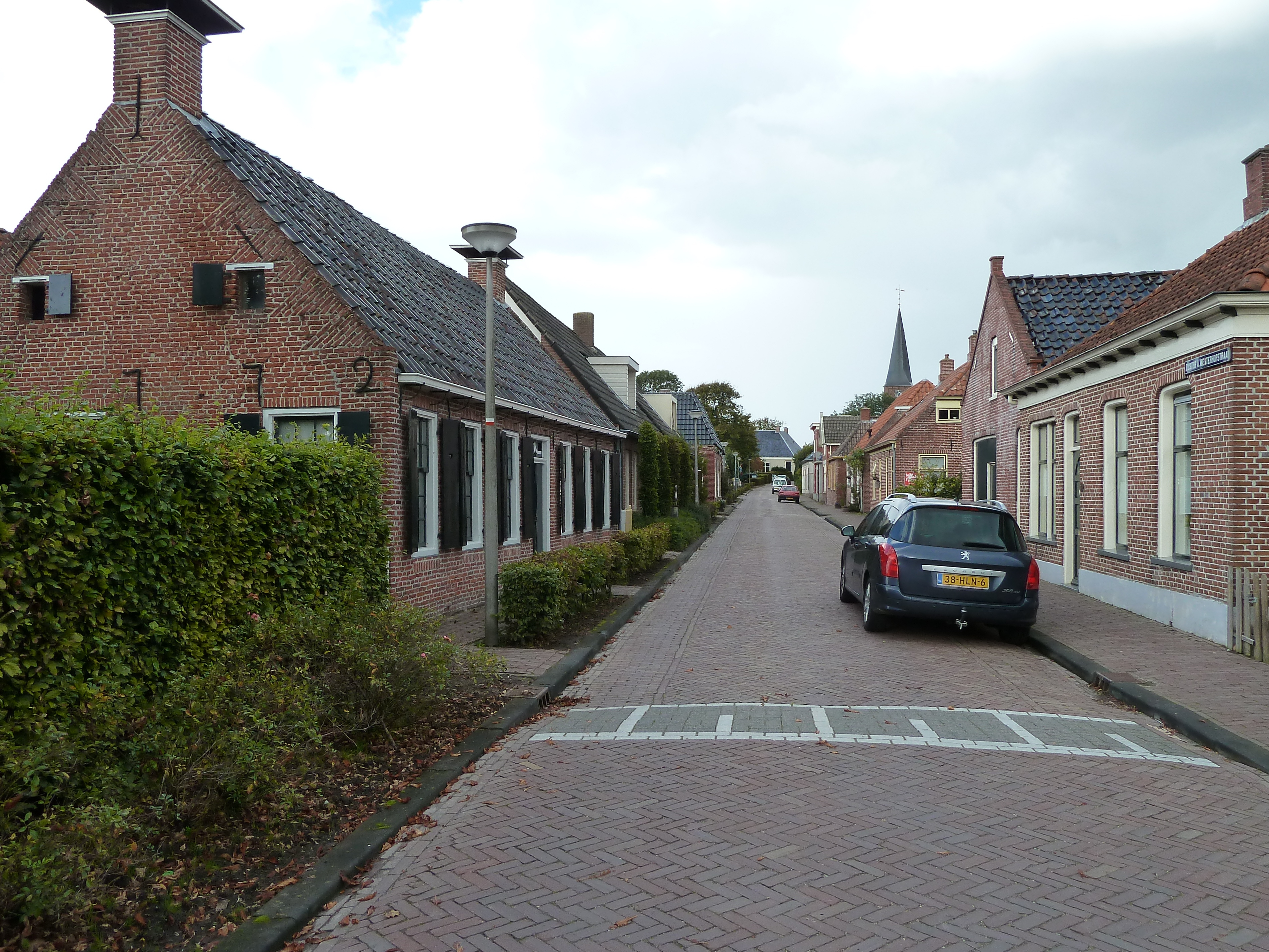
Eingang zur Westerhofstraat,  an der sich eine Kirche und Pfarrei befindet (2010)
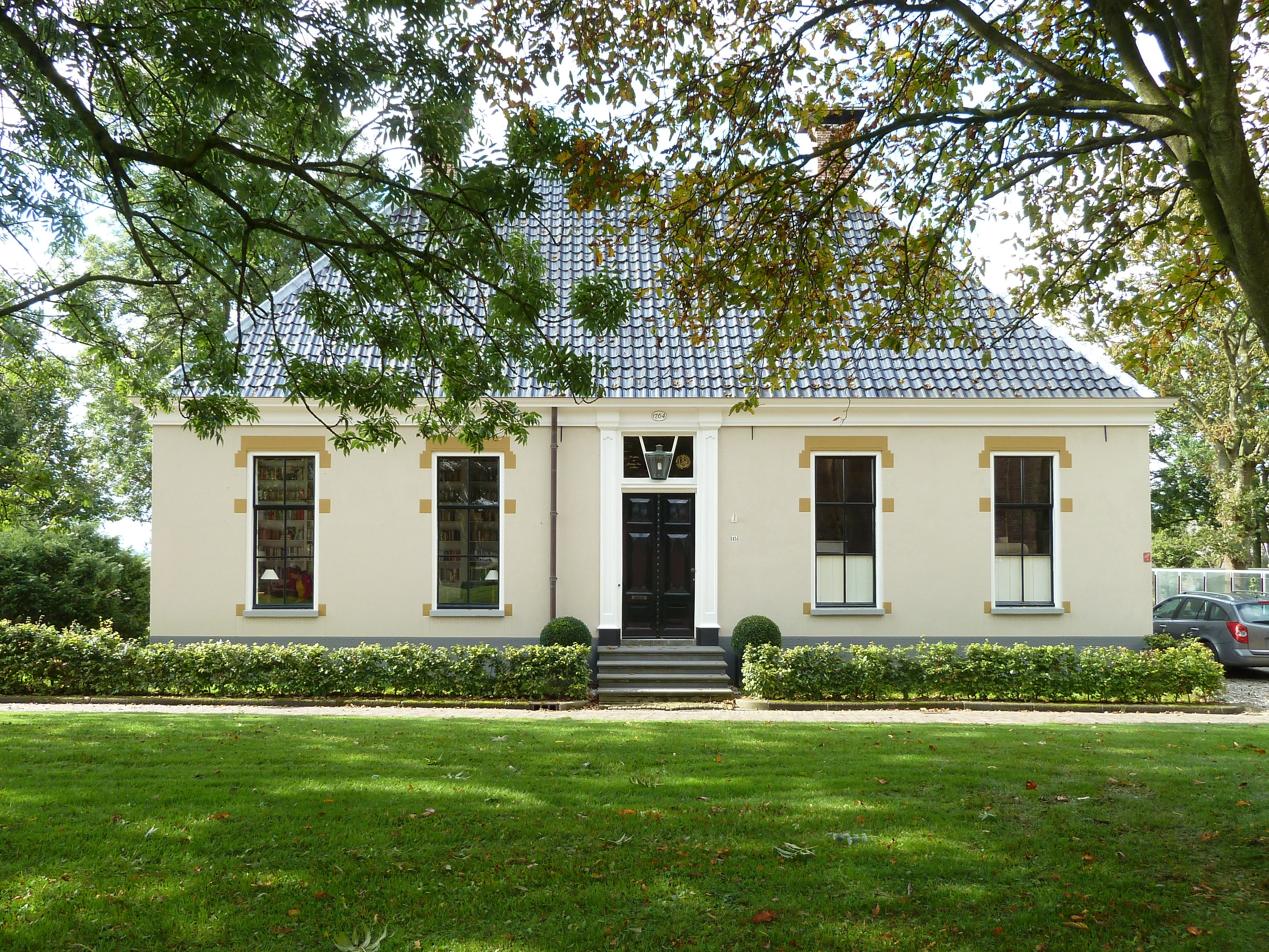
Reformierte Gemeinde (mittelalterlich, Umbauten 1540 und 1764) (2010)
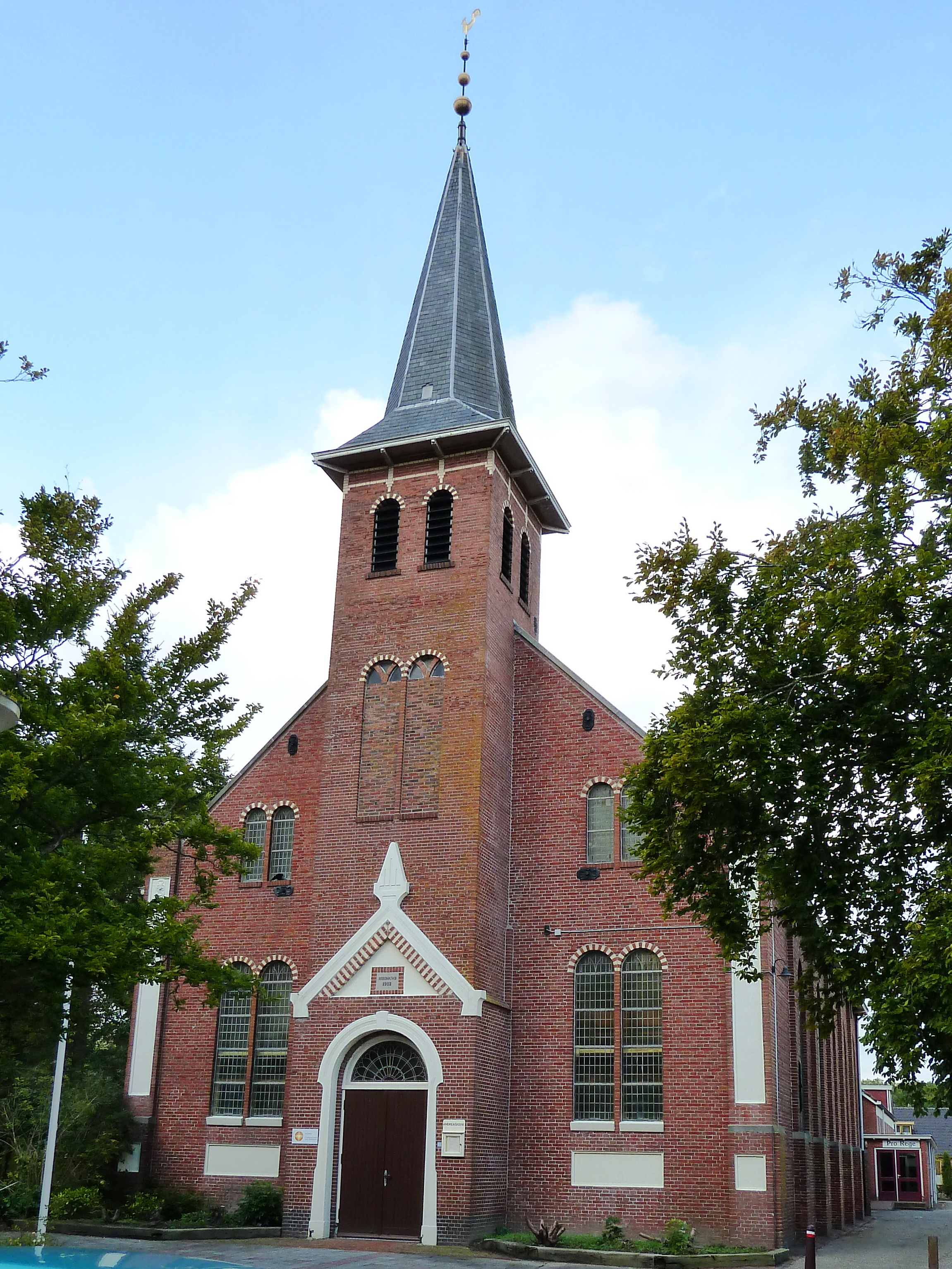
Reformierte Andreaskirche (1912, die Orgel von 1840) (2010)
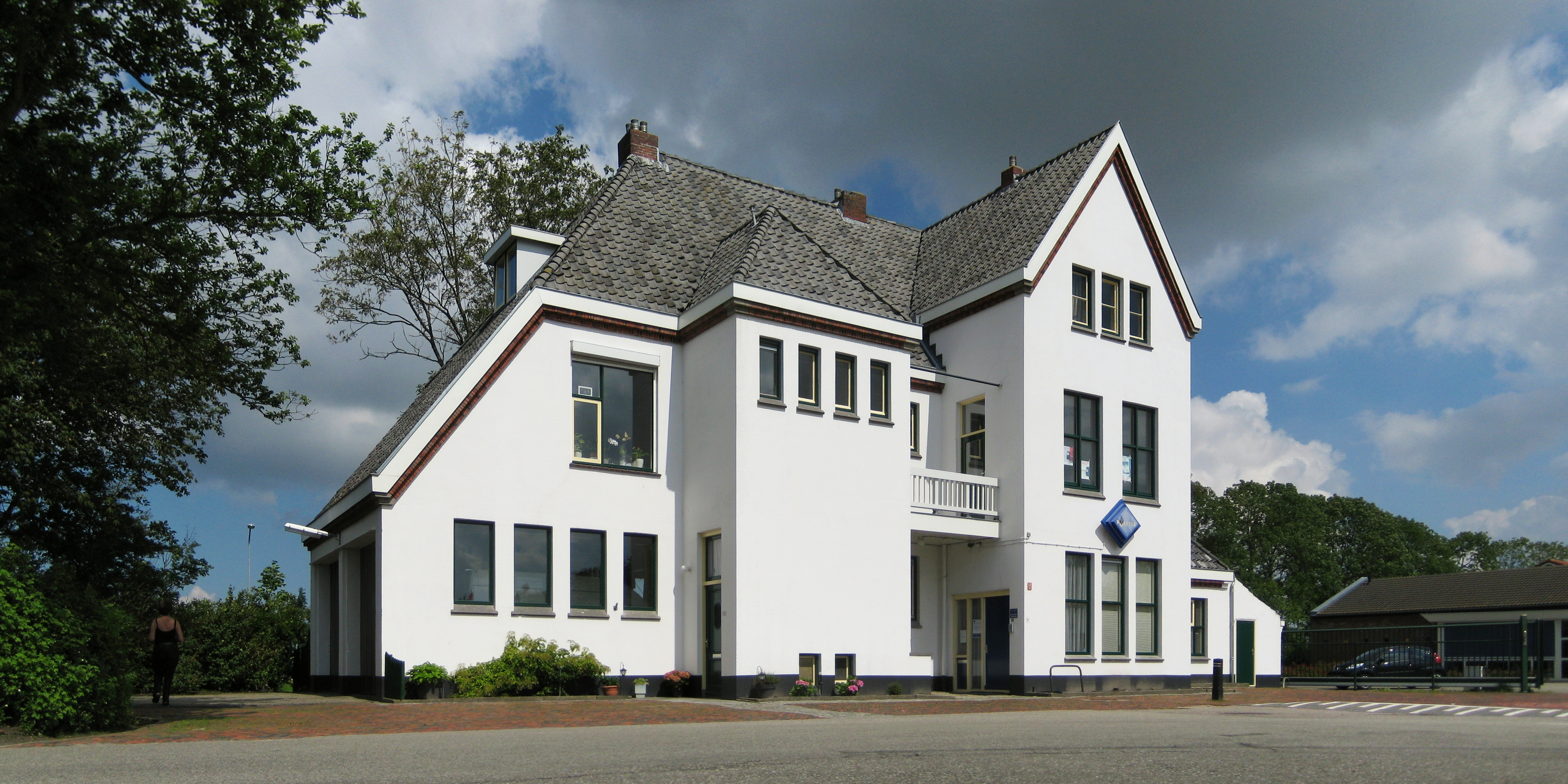
Der ehemalige Bahnhofsbau (heute Polizeistation) (2012)
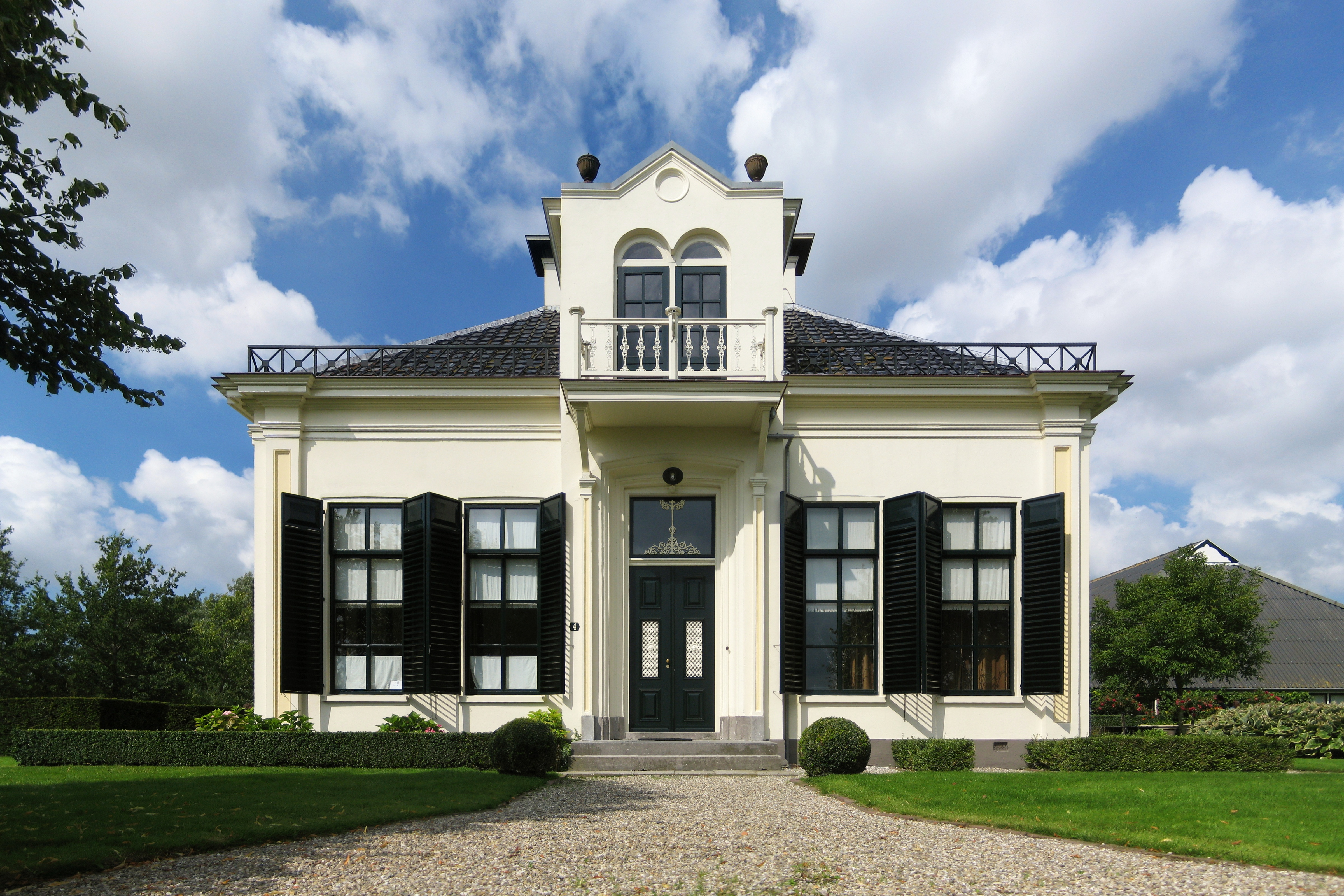
Museumsbauernhof Welgelegen (2012)